# Ludwig von Moos
Ludwig von Moos (Sachseln, 31 gennaio 1910 – Berna, 26 novembre 1990) è stato un politico svizzero.
Dal 1946 al 1959 è stato membro del governo cantonale del Canton Obvaldo. Nel dicembre 1959 è stato eletto nel Consiglio federale svizzero, rimanendovi fino al dicembre 1971.
È stato Presidente della Confederazione svizzera due volte: nel 1964 e nel 1969.